# Lise Billon
Pour les articles homonymes, voir Billon.
Pas d'image ? Cliquez ici
Piolets d'or
Lise Billon est guide de haute montagne, alpiniste et grimpeuse française, née à Romans-sur-Isère, France, en 1988.
Elle est membre du Groupe de Haute Montagne depuis 2013.
Elle réalise de nombreuses premières ascensions :
- ouverture de la voie "Pilar del Sol Naciente" (100m, 7b, A1, WI6, M6) pilier sud-est du Cerro Murrallòn, en Patagonie avec Jérémy Stagnetto, Francois Poncet, Pedro Galan Diaz et Jérôme Sullivan en novembre 2012[3]

- ouverture de deux voies "l'Illiade" et "l'Odysée" au Pyramid Peak dans le Revelation Range en Alaska en mars 2014

- ouverture de la voie "Hasta las webas" (AI5+, M5, ED-) sur le pilier Nord-est du Cerro Riso Patron en Patagonie, avec Jérôme Sullivan, Diego Simari, Martin Elias et Antoine Moineville, du 22 au 24 Septembre 2015[4]. Cette ouverture est la deuxième ascension réussie sur ce sommet.

- ouverture de la voie "Balas y Chocolate" (900m, ED+), au Cerro Adela Norte, en Patagonie, avec Dani Ascaso, Santiago Padros et Jérôme Sullivan,  en octobre 2015 [4]

- première ascension libre de la voie Bizcochuelo (400 m, 7b+) sur El Mocho (1 953 m, groupe du Cerro Torre), en Patagonie, avec Federica Mingolla, en 2023[5]

- Du 23 au 25 février 2024, en cordée 100% féminine avec Maud Vanpoulle et Fanny Schmutz, première ascension féminine de l’arête Est du Cerro Torre, dite « voie du Compresseur ». D’après Rolando Garibotti, alpiniste spécialiste de la Patagonie, il s’agit de la « première féminine de la voie et indiscutablement l'une des ascensions les plus difficiles réussies par une cordée entièrement féminine dans le massif »[6]

## Récompenses
Lise Billon est primée aux Piolets d’Or en 2016 pour l’ouverture de la voie "Hasta Las Webas" sur le pillier Nord-est du Cerro Riso Patron avec Jérôme Sullivan, Diego Simari, Martin Elias et Antoine Moineville.